# Psammitis torsivus
Psammitis torsivus is een spinnensoort uit de familie van de krabspinnen (Thomisidae).
De wetenschappelijke naam van de soort werd in 1988 als Xysticus torsivus gepubliceerd door L.R. Tang & Da-Xiang Song.